# Poros

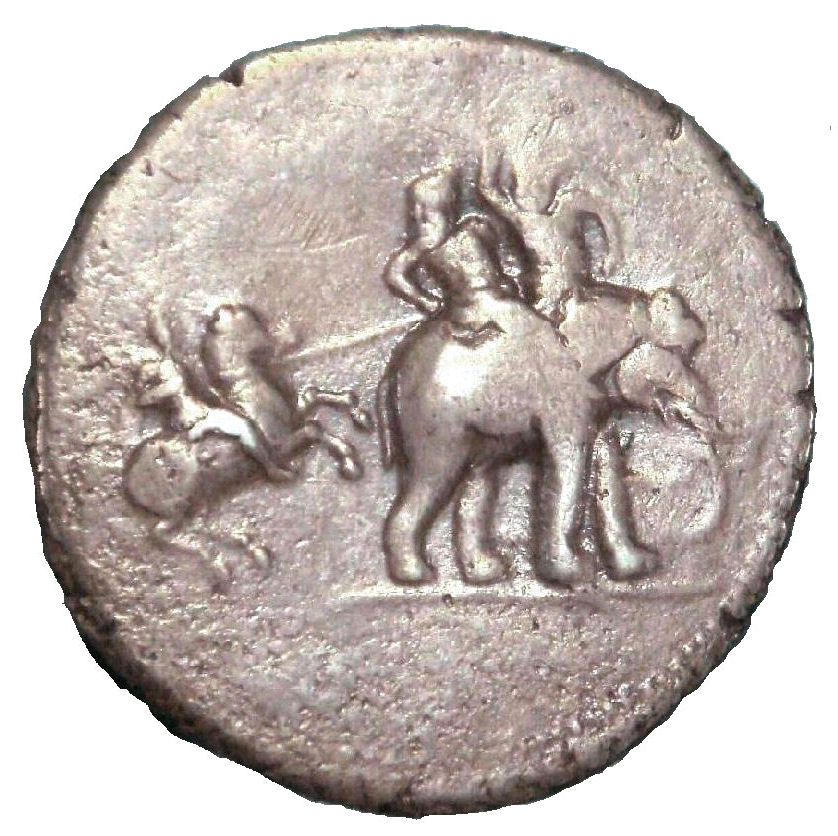
Rewers „monety zwycięstwa” wybitej po kampanii indyjskiej – Aleksander konno atakujący Porosa na słoniu

Poros, stgr. Πῶρος (zm. ok. 320 r. p.n.e.) – indyjski władca (wielki radża) krainy Paurawa, znany z walk w Pendżabie podczas indyjskiej kampanii Aleksandra Wielkiego.
Brak istotnych danych o szczegółach panowania tego władcy, o którym wiadomo, że był postawnym mężczyzną wyróżniającym się dwumetrowym wzrostem i szlachetnym obliczem. 
W 326 roku p.n.e. do rzeki Hydaspes stanowiącej granicę państwa Porosa, dotarła armia macedońskiego władcy Aleksandra Wielkiego. Indyjski władca zdecydował się stawić opór na rzece (bitwa nad rzeką Hydaspes). W walce wykorzystał specjalnie wyszkolone słonie bojowe, które miały wzniecać panikę w szeregach macedońskiego wojska. Obie armie stały naprzeciw siebie po obu stronach rzeki do czasu, gdy Aleksander poprowadził część swych oddziałów w górę rzeki i zaatakował przeciwnika od tyłu. Żołnierze indyjskiego władcy stawiali silny opór, lecz po ucieczce przerażonych słoni zmuszeni zostali do odwrotu, a Poros do poddania się macedońskiemu władcy.  
W uznaniu jego odwagi i nieustępliwości Aleksander przywrócił mu status radży państwa klienckiego w zamian za uznanie macedońskiej zwierzchności, a nawet rozszerzył obszar jego władania poza Hydaspes. Jednakże w 318 p.n.e. Poros został zamordowany w Taksili przez jednego z macedońskich wodzów – Eudemosa.

## Literatura
- Michał Piekarski: Hydaspes 326 p.n.e. Warszawa: Bellona, 2019